# Deuxième combat de Louvain
Guerre des Paysans
Batailles
- Saint-Nicolas
- 1er Boom
- Merchtem
- Zele
- Malines
- 2e Boom
- Hooglede
- Moorslede
- Zonnebeke
- 1er Diest
- 1er Louvain
- Alost
- Turnhout
- Enghien-Hal
- Hérinnes
- Audenarde
- Leuze
- 2e Louvain
- Ingelmunster
- Duffel
- Herentals
- Arzfeld
- Clervaux
- Amblève
- Stavelot
- Pollare
- Londerzeel
- Kapelle-op-den-Bos
- Bornem
- Meerhout
- 2e Diest
- 3e Diest
- Mol
- Jodoigne
- Marilles
- Beauvechain
- Hélécine
- Kapellen
- Meylem
- Hasselt

Le Combat de Louvain se déroule pendant la guerre des Paysans en 1798.

## Déroulement
Assaillie, le 25 octobre par les paysans insurgés, la ville de Louvain est dégagée le 26 par la colonne de l'adjudant-général Durutte. Cependant dès le lendemain, ce dernier quitte la ville et se porte sur Bruxelles, ce départ provoque une vive inquiétude des patriotes de la commune et une partie de l'administration s'enfuit même à Bruxelles. Sollicité par la municipalité et après avoir opposé un premier refus, le général Durutte consent finalement à laisser un détachement de 30 hommes à Louvain. De plus, le 28 octobre, venue de Diest, une colonne de 150 fantassins et 40 cavaliers, accompagnée d'un canon, vient renforcer la petite garnison de la place. Le même jour, les insurgés de l'armée de Eelen effectuent une dernière tentative contre Louvain et attaquent les portes de Diest et du Canal à trois heures. Le combat dure une heure, mais les assaillants sont repoussés, ils laissent 5 morts et se replient sur Aarschot et Rotselaar,.